# Gayenna
Gayenna is een geslacht van spinnen uit de  familie van de Anyphaenidae (buisspinnen).

## Soorten
- Gayenna americana Nicolet, 1849
- Gayenna brasiliensis Roewer, 1951
- Gayenna chrysophila Mello-Leitão, 1926
- Gayenna furcata (Keyserling, 1879)
- Gayenna ignava Banks, 1898
- Gayenna moreirae (Mello-Leitão, 1915)
- Gayenna orizaba Banks, 1898
- Gayenna sigillum Mello-Leitão, 1941
- Gayenna trivittata (Bertkau, 1880)
- Gayenna vittata (Keyserling, 1881)